# Lamar Stevens
Lamar Brandon Stevens (Pensilvania, 9 de julho de 1997) é um jogador norte-americano de basquete profissional que atualmente joga no Memphis Grizzlies da National Basketball Association (NBA).
Ele jogou basquete universitário por Penn State. 

## Carreira no ensino médio
Stevens frequentou a The Haverford School em Haverford Township, Pensilvânia, durante o seu segundo e terceiro ano. Em Haverford, ele foi nomeado para as equipes do Estado e do Distrito em ambos os anos, bem como liderou Haverford para dois títulos consecutivos no campeonato estadual. 
Durante sua última temporada, ele estudou na Roman Catholic High School na Filadélfia, onde jogou ao lado de futuros companheiros de equipe da Penn State, Tony Carr e Nazeer Bostick. Durante seu último ano, Stevens foi mais uma vez nomeado para as equipes do Estado e do Distrito. Ele marcou 20 pontos para ajudar a equipe a ser campeã do campeonato estadual.

### Recrutamento
Depois da temporada, Stevens ficou em 100º lugar no ranking dos 100 melhores recrutas da ESPN de 2016 e em terceiro lugar na Pensilvânia.
| Nome | Cidade Natal                                     | Escola/Universidade | Altura             | Peso           | Data da revisão        |
| --- | ------------------------------------------------ | ------------------- | ------------------ | -------------- | ---------------------- |
| Lamar Stevens SF | Philadelphia, PA                                 | Roman Catholic (PA) | 6 ft 6 in (1.98 m) | 215 lb (98 kg) | 18 de Setembro de 2015 |
| Lamar Stevens SF | Recrutamento: Rivals: Scout: 247sports: ESPN: 94 |                     |                    |                |                        |
| - Nota: Em muitos casos, Scout, Rivals, 247Sports e ESPN podem entrar em conflito em suas listas de altura e peso, nestes casos, a média foi obtida. A ESPN mede os calouros numa escala de 0 a 100. - Fonte: |                                                  |                     |                    |                |                        |

## Carreira universitária

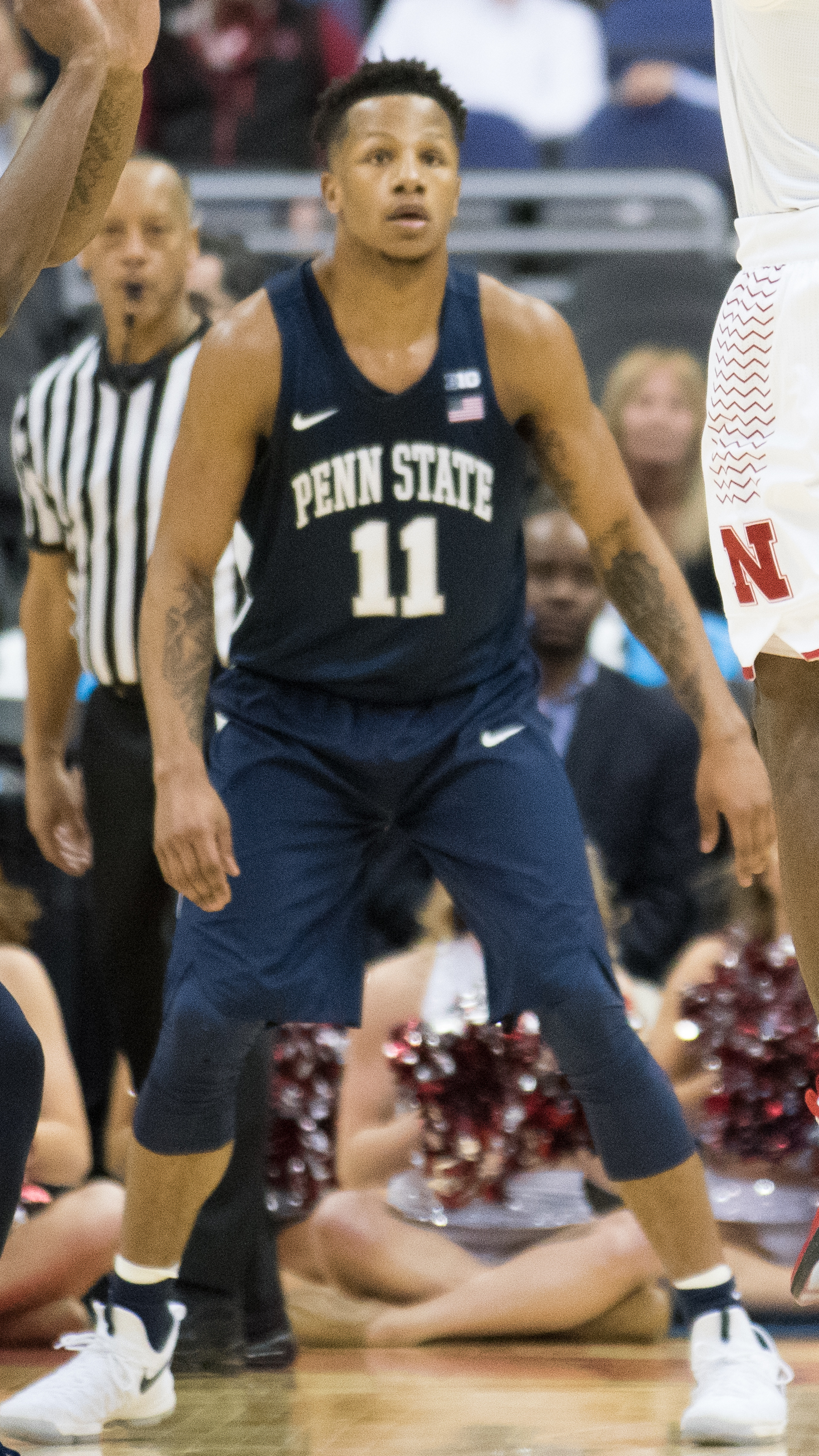
Stevens em Penn State em 2017

Durante a temporada de calouro de Steven na Penn State, ele foi titular em todos os 33 jogos e foi nomeado Calouro da Semana várias vezes com o seu companheiro de equipe, Tony Carr. Ele foi nomeado para a Primeira-Equipe de Novatos do Big Ten e teve média de 12 pontos.
Em sua segunda temporada, Stevens teve médias de 15,5 pontos e 5,9 rebotes. Ele ajudou a equipe a ter um recorde de 26–13 e vencer o NIT, sendo eleito o MVP.
Em sua terceira temporada, Stevens teve médias de 19,9 pontos e 7,7 rebotes. Ele foi nomeado para a Primeira-Equipe da Big Ten pela mídia e pelos treinadores da liga. Após a temporada, ele se declarou para o Draft da NBA de 2019, mas decidiu retornar à Penn State.
Em 16 de dezembro de 2019, Stevens foi eleito o Jogador da Semana da Big Ten depois de registrar 18 pontos e 11 rebotes na vitória sobre Maryland. Em 1º de fevereiro de 2020, ele se tornou o terceiro jogador na história da universidade a ultrapassar 2.000 pontos, marcando 13 pontos em uma vitória de 76-64 contra Nebraska. Em 8 de fevereiro, ele marcou 33 pontos, o maior de sua carreira, levando a sua equipe a uma vitória por 83-77 sobre Minnesota. No final da temporada regular, Stevens foi nomeado para a Primeira-Equipe da Big Ten pelos treinadores e pela mídia.

## Carreira profissional

### Cleveland Cavaliers (2020–Presente)
Depois de não ter sido selecionado no Draft da NBA de 2020, Stevens assinou pelo Cleveland Cavaliers em um contrato de mão dupla. Em 28 de dezembro de 2020, ele fez sua estreia na NBA e registrou 2 pontos e 2 rebotes em 5 minutos em uma vitória por 118-94 sobre o Philadelphia 76ers.
Em 14 de abril de 2021, Stevens assinou um contrato de 3 anos e US$3.9 milhões com os Cavaliers.

## Estatísticas da carreira

### NBA

#### Temporada regular
| Ano      | Equipe    | PJ  | PT | MPJ  | AP   | 3P   | LL   | RT  | AS | BR | TO | PPJ |
| -------- | --------- | --- | -- | ---- | ---- | ---- | ---- | --- | -- | -- | -- | --- |
| 2020–21  | Cleveland | 40  | 0  | 12.5 | .456 | .160 | .725 | 2.4 | .6 | .4 | .3 | 4.1 |
| 2021–22  | Cleveland | 63  | 13 | 16.1 | .489 | .277 | .707 | 2.6 | .7 | .5 | .3 | 6.1 |
| Carreira | Carreira  | 103 | 13 | 14.3 | .472 | .218 | .716 | 2.5 | .6 | .4 | .3 | 5.1 |

### Universitário
| Ano      | Equipe     | PJ  | PT  | MPJ  | AP   | 3P   | LL   | RT  | AS  | BR  | TO  | PPJ  |
| -------- | ---------- | --- | --- | ---- | ---- | ---- | ---- | --- | --- | --- | --- | ---- |
| 2016–17  | Penn State | 33  | 33  | 27.8 | .429 | .344 | .767 | 5.5 | 1.7 | .8  | .6  | 12.7 |
| 2017–18  | Penn State | 39  | 39  | 33.1 | .465 | .319 | .696 | 5.9 | 1.9 | .6  | 1.1 | 15.5 |
| 2018–19  | Penn State | 32  | 32  | 36.9 | .422 | .220 | .770 | 7.7 | 2.1 | .7  | .8  | 19.9 |
| 2019–20  | Penn State | 31  | 31  | 31.1 | .423 | .263 | .719 | 6.9 | 2.2 | 1.1 | 1.2 | 17.6 |
| Carreira | Carreira   | 135 | 135 | 32.2 | .434 | .286 | .738 | 6.5 | 1.9 | .7  | .9  | 16.4 |

Fonte:

## Vida pessoal
Stevens é o autor do livro infantil "Lamar's Climb - A Journey to Happy Valley". O livro, que ensina geografia a partir de sua experiência e envolve pessoas com necessidades especiais no processo criativo, foi distribuído na Penn State Games.